# Olympische Winterspiele 2026/Curling
Bei den Olympischen Winterspielen 2026 werden drei Turniere im Curling ausgetragen. Neben dem Männer- und Frauenturnier ist auch das Mixed-Doubles-Turnier Teil des Programms. Austragungsort ist das Olympische Eisstadion in Cortina d’Ampezzo.

## Qualifikation
Quotenplätze werden über Qualifikationspunkte der jeweiligen Weltmeisterschaften 2024 & 2025 sowie über ein Olympisches Qualifikationsturnier vergeben.
| Nation             | Männer | Frauen | Mixed | Quotenplätze |
| ------------------ | ------ | ------ | ----- | ------------ |
| China              |        | X      |       | 1            |
| Dänemark           |        | X      |       | 1            |
| Deutschland        | X      |        |       | 1            |
| Estland            |        |        | X     | 1            |
| Großbritannien     | X      | X      | X     | 3            |
| Italien            | X      | X      | X     | 3            |
| Kanada             | X      | X      | X     | 3            |
| Norwegen           | X      |        | X     | 2            |
| Schweden           | X      | X      | X     | 3            |
| Schweiz            | X      | X      | X     | 3            |
| Südkorea           |        | X      |       | 1            |
| Tschechien         | X      |        |       | 1            |
| Vereinigte Staaten |        |        | X     | 1            |
| Gesamt: 13 NOKs    | 8      | 8      | 8     | 24           |

## Zeitplan
| Zeitplan Curling | Zeitplan Curling | Zeitplan Curling | Zeitplan Curling | Zeitplan Curling | Zeitplan Curling | Zeitplan Curling | Zeitplan Curling | Zeitplan Curling | Zeitplan Curling | Zeitplan Curling | Zeitplan Curling | Zeitplan Curling | Zeitplan Curling | Zeitplan Curling | Zeitplan Curling | Zeitplan Curling | Zeitplan Curling | Zeitplan Curling | Zeitplan Curling |
| Wettbewerbe      | Februar 2026     | Februar 2026     | Februar 2026     | Februar 2026     | Februar 2026     | Februar 2026     | Februar 2026     | Februar 2026     | Februar 2026     | Februar 2026     | Februar 2026     | Februar 2026     | Februar 2026     | Februar 2026     | Februar 2026     | Februar 2026     | Februar 2026     | Februar 2026     | Februar 2026     |
| Wettbewerbe      | 4.               | 5.               | 6.               | 7.               | 8.               | 9.               | 10.              | 11.              | 12.              | 13.              | 14.              | 15.              | 16.              | 17.              | 18.              | 19.              | 20.              | 21.              | 22.              |
| ---------------- | ---------------- | ---------------- | ---------------- | ---------------- | ---------------- | ---------------- | ---------------- | ---------------- | ---------------- | ---------------- | ---------------- | ---------------- | ---------------- | ---------------- | ---------------- | ---------------- | ---------------- | ---------------- | ---------------- |
| Männer           |                  |                  |                  |                  |                  |                  |                  | RR               | RR               | RR               | RR               | RR               | RR               | RR               | RR               | RR/HF            |                  |                  |                  |
| Frauen           |                  |                  |                  |                  |                  |                  |                  |                  | RR               | RR               | RR               | RR               | RR               | RR               | RR               | RR               | HF               |                  |                  |
| Mixed Doubles    | RR               | RR               | RR               | RR               | RR               | RR/HF            |                  |                  |                  |                  |                  |                  |                  |                  |                  |                  |                  |                  |                  |
| Entscheidungen   | 0                | 0                | 0                | 0                | 0                | 0                | 1                | 0                | 0                | 0                | 0                | 0                | 0                | 0                | 0                | 0                | 1                | 2                | 1                |

| RR | Round Robin | HF | Halbfinale |  | Medaillenentscheidung |